# Fernando Ramallo
Fernando Ramallo Lucini (Madrid, 3 aprile 1980) è un attore spagnolo.

## Biografía
Debutta nel 1996 nel film La buena vida. Nel 1997 riceve una candidatura al Premio Goya per la sua interpretazione in Carreteras secundarias. Tuttavia il suo ruolo più celebre è quello del giovane omosessuale in Krámpack del 2000, film in cui ha affiancato l'attore Jordi Vilches. Nel corso della sua carriera ha recitato anche in varie serie televisive come London Street, Ellas son así o Diez en Ibiza.

## Filmografia

### Cinema
- La buena vida, regia di David Trueba (1996)
- Carreteras secundarias, regia di Emilio Martínez Lázaro (1997)
- El nacimiento de un imperio, regia di José Mª Borrell - cortometraggio (1998)
- Azotacalles, regia di Clara Martínez-Lázaro - cortometraggio (1998)
- La mujer más fea del mundo, regia di Miguel Bardem (1999)
- El corazón del guerrero, regia di Daniel Monzón (1999)
- Discotheque, regia di Andrés Martí - cortometraggio (1999)
- Krámpack, regia di Cesc Gay (2000)
- Paréntesis, regia di Indalecio Corugedo - cortometraggio (2000)
- Cero en conciencia, regia di Jonás Trueba - cortometraggio (2000)
- La cartera, regia di Miguel Martí - cortometraggio (2000)
- Algunas chicas doblan las piernas cuando hablan, regia di Ana Díez (2001)
- La balsa de piedra, regia di George Sluizer (2002)
- El lado oscuro, regia di Luciano Berriatúa (2002)
- Entre Abril y Julio, regia di Aitor Gaizka (2002)
- El despropósito, regia di Zoe Berriatúa - cortometraggio (2004)
- A + (Amas), regia di Xavier Ribera (2004)
- Il mio nuovo strano fidanzato (Seres queridos), regia di Dominic Harari e Teresa Pelegri (2004)
- Donde nadie nos ve, regia di Salvador Perpiñá - cortometraggio (2005)
- Mola ser malo, regia di Àlam Raja - cortometraggio (2005)
- W.C., regia di Enio Mejía (2005)
- Condón Express, regia di Luis Prieto (2005)
- El corazón de la tierra, regia di Antonio Cuadri (2007)
- Sexykiller, morirás por ella, regia di Miguel Martí (2008)
- Donne-moi la main, regia di Pascal-Alex Vincent (2008)
- Crónica de una lágrima, regia di David Furones - cortometraggio (2009)
- La liga del arte criminal, regia di Ángel de Andrés Téllez e Jordi Arencón (2010)
- N/949, regia di Nacho Recio (2012)
- Sun Sand Survival, regia di Óscar Cavaller e Álvaro Wasabi - cortometraggio (2012)
- Casting, regia di Jorge Naranjo (2013)
- Cuervos, regia di Raúl Romera (2016)
- Gotelé, regia di Rogelio Sastre Rosa - cortometraggio (2018)
- Casi 40, regia di David Trueba (2018)
- Tra le stelle (En las estrellas), regia di Zoe Berriatúa (2018)
- Pimpollo, regia di Eduardo Dieste e Guillermo Dieste - cortometraggio (2018)
- Karma the re-encarnation, regia di Armando del Río - cortometraggio (2018)
- Marionetas, regia di Nacho Clemente - cortometraggio (2019)
- Keratyna, regia di Miguel Azurmendi (2023)
- Caleta Palace, regia di José Antonio Hergueta (2023)

### Televisione
- Lumière sur un massacre – serie TV (1996)
- A las once en casa – serie TV, 2 episodi (1998)
- Ellas son así – serie TV, 17 episodi (1999)
- Abogados – serie TV, 1 episodio (2001)
- Año cero, regia di Daniel Múgica – film TV (2001)
- London Street – serie TV, 2 episodi (2003)
- Diez en Ibiza – serie TV, 13 episodi (2004)
- Aquí no hay quien viva – serie TV, 1 episodio (2005)
- Hospital Central – serie TV, 1 episodio (2007)
- La hora de José Mota – serie TV, 1 episodio (2009)
- Hay alguien ahí – serie TV, 6 episodi (2010)
- Arrayán – serie TV, 159 episodi (2011-2012)
- Diario del Apocalipsis, regia di Yolanda Barrasa – miniserie TV (2012)
- ¿Qué fue de Jorge Sanz? – serie TV, 1 episodio (2016)
- Víctor Ros – serie TV, 1 episodio (2016)
- Derecho a soñar – serie TV, 6 episodi (2019)
- Tus monstruos – serie TV, 7 episodi (2022)